# Sai Dharam Tej
Panja Sai Dharam Tej (Haiderabad, 15 oktober 1986), is een Indiaas acteur die met name in de Telugu filmindustrie actief is.

## Biografie
Tej startte zijn carrière met opnames voor de film Rey die in 2013 gereed was maar pas in 2015 werd uitgebracht, Pilla Nuvvu Leni Jeevitham  (2014) werd eerder uitgebracht en dus zijn debuutfilm. Hiervoor ontving hij de SIIMA award voor beste mannelijke debuut. Hij heeft onder andere in de films Subramanyam for Sale (2015), Supreme (2016), Chitralahari (2019), Prati Roju Pandage (2019), Solo Brathuke So Better (2019) en Republic (2021) gespeeld.
Tej is de broer van acteur Panja Vaisshnav Tej en neef van acteurs Allu Arjun, Varun Tej, Ram Charan, Allu Sirish en Niharika Konidela.

## Filmografie
| Jaar | Film                       | Rol                      | Opmerking    |
| ---- | -------------------------- | ------------------------ | ------------ |
| 2014 | Pilla Nuvvu Leni Jeevitham | Srinu                    |              |
| 2015 | Rey                        | Rock                     |              |
| 2015 | Subramanyam for Sale       | Subramanyam              |              |
| 2016 | Supreme                    | Balu                     |              |
| 2016 | Thikka                     | Aditya                   |              |
| 2017 | Winner                     | Siddharth Reddy          |              |
| 2017 | Nakshatram                 | agent Alexander          | gastoptreden |
| 2017 | Jawaan                     | Jai                      |              |
| 2018 | Inttelligent               | Dharma Teja/ Dharma Bhai |              |
| 2018 | Tej I Love You             | Tej                      |              |
| 2019 | Chitralahari               | Vijay Krishna            |              |
| 2019 | Prati Roju Pandage         | Sai Tej                  |              |
| 2020 | Solo Brathuke So Better    | Virat                    |              |
| 2021 | Republic                   | Panja Abhiram            |              |
| 2023 | Virupaksha                 | Surya                    |              |
| 2023 | Bro                        | Markandeyulu             |              |